# Esteban de Ágreda Ortega
Esteban de Ágreda Ortega   (Logronyo, 26 de juliol de 1759 - Madrid, 13 d'abril de 1842) va ser un escultor espanyol.

## Primers anys
Va néixer a Logronyo el 26 de desembre de 1759, fill de l'arquitecte Manuel de Ágreda, professional de bona reputació a la regió. La família es va traslladar a Haro durant la infantesa.

### Formació
Es va educar inicialment en les belles arts i després va perfeccionar els estudis a l'Escola de Dibuix de Vitòria. Atesa la vocació i les aptituds artístiques, el seu pare va decidir enviar-lo a Madrid i va ingressar el 22 de desembre de 1775 a la Reial Acadèmia de Belles Arts de Sant Ferran, on va formar-se en dibuix i principis d'escultura. Així mateix, va ser admès com alumne al taller de l'escultor francès Roberto Michel. Durant aquesta etapa va presentar-se i ser guardonat a diversos premis mensuals i va assolir el primer premi de tercera classe de la secció d'escultura de l'acadèmia el 1778. El 1781 va tornar a Haro a petició del seu pare, probablement perquè la família es trobava en una mala situació econòmica. Allà va executar diverses obres d'importància menor, col·laborant amb el seu pare en la realització d'escultures i retaules d'algunes esglésies locals.

## Tornada a Madrid

### Represa a Sant Ferran
El 1785 va decidir tornar a Madrid per tal d'acabar i perfeccionar els estudis com a escultor a la Reial Acadèmia de Belles Arts de Sant Ferran, on va continuar obtenint premis als concursos mensuals, i el 1790 va guanyar el segon premi de primera classe. El 1797 va ser nomenat acadèmic de mèrit, després dels exercicis corresponents, que van permetre-li exercir com a professor a l'acadèmia madrilenya, i va rebre el títol honorífic d'escultor de cambra del rei. Així mateix, el 1804 va ser nomenat tinent director dels estudis. El seu paper de director va contribuir a augmentar la reputació de la secció d'escultura.

### Reial Fàbrica de Porcellana
De la seva segona època a Madrid destaca el seu accés al laboratori de pedres dures, establert a la Reial Fàbrica de Porcellana del Buen Retiro, on va treballar més de sis anys des de 1786, i on va dur a terme diferents camafeus, entre els quals els dels retrats dels monarques Carles IV i de Maria Lluïsa de Parma. El 1792 va ocupar una plaça d'escultura de la galeria d'escultura de la fàbrica i el 1797 va ser ascendit a director de la mateixa secció de la fàbrica. A la fàbrica va afavorir l'estil neoclàssic en l'escultura de porcellana enfront del rococó que encara imperava en la Reial Fàbrica. Allà va emprendre l'obra El Parnàs Espanyol, un centre de taula amb decoració escultòrica representant Apol·lo, les Muses i diversos escriptors espanyols de gran presigi. Aquesta obra, els seus models i treballs relacionats van ser destruïts durant la invasió francesa durant la Guerra del Francès, que van ocupar la fàbrica de porcellana.

### Darrers anys
En desaparèixer la fàbrica arran de la guerra, es va centrar a la seva carrera dintre de l'acadèmia. El 1814 va ser nomenat director d'escultura, motiu pel qual va treballar en diversos encàrrecs que es van fer a la institució. El 1821 va ser ascendit a director general, càrrec en què va ser reelegit el 1831, encarregant-se el 1823 dels models de les escultures de l'Obelisc del 2 de Maig. El 1829 va fer un grup escultòric representant el poble de Madrid acompanyat de genis de les arts plorant sobre el lacrimatori per a les exèquies de la reina Maria Josepa Amàlia de Saxònia.
Ágreda va morir a Madrid el 13 d'abril de 1842.

## Obres

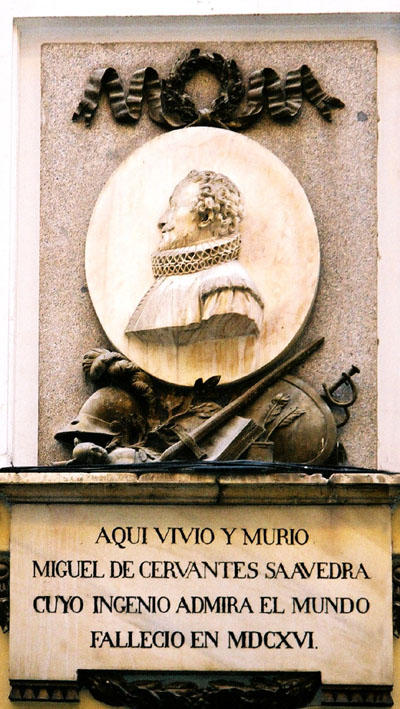
Medalló commemoratiu de Miguel de Cervantes Saavedra a la casa que va viure i morir a Madrid. Baix relleu obra d'Ágreda.

Algunes de les seves principals obres són:

### Aranjuez
- Font de Narcís
- Font de Ceres
- Grups de nens de la Font d'Apol·lo

### Burgos
- Estàtues de Sant Agustí i Sant Nicolau Tolentino

### Madrid

#### Reial Acadèmia de Belles Arts de Sant Ferran
- Cap colossal de Neptú
- Faune
- Retrat de Carles IV
- Retrat de Ferran VII
- Retrat d'Alejandro Blanco

#### Capella del Palau Reial
- Àngels joves que sostenen llums de bronze a banda i banda del presbiteri.

#### Col·legiata d'Atocha
- Àngels d'estuc de la capella del Santíssim
- Cornisa del retaule de la mateixa capella (col·laboració amb José Ginés)

#### Carrer de Cervantes núm. 2
- Medalló en memòria de Miguel de Cervantes

Manuel Ossorio també cita altres estàtues: un Sant Vicenç de Paül per als caputxins de Sant Antoni, un Sant Francesc per als caputxins de la Paciència, una Beata Joana de Aza per al convent de Sant Tomàs, així com diversos models de sants per a oratoris particulars, entre d'altres.